# Časová osa války Izraele s Hamásem (duben 2024)
Toto je část časové osy války Izraele s Hamásem. Obsahuje časové období od 1. dubna do 30. dubna 2024.

## Pondělí 1. dubna
Palestinská samospráva chce vyvolat hlasování v OSN o oznání plnoprávného členství v této organizaci. Podle stálého pozorovatele při OSN Rijáda Mansúra je záměrem předložit žádost o hlasování Radě bezpečnosti OSN ještě během dubna. Zatímco USA, které mohou svým právem veta hlasování zablokovat, Izrael se proti přijetí Palestinské samosprávy za stálého člena OSN postavil. Pro přijetí žádosti je nutné její schválení RB OSN a následně dvoutřetinovou většinou ze 139 stálých členů OSN.
Podle IOS ukončili izraelské jednotky razii v nemocnici Šífa. Ta započala 18. března a během ní bylo dle IOS zabito 200 příslušníků Hamásu a Islámského džihádu, dalších 500 jich bylo zajato. Podle palestinského ministerstva zdravotnictví je komplex vypálen a vyřazen z provozu.
Podle IOS počet izraelských vojáků padlých v Pásmu Gazy stoupl na 256.
Podle palestinského ministerstva zdravotnictví počet osob zabitých v Pásmu Gazy stoupl na 32 845.
Izraelský parlament Kneset odhlasoval zákon, který izraelské vládě umožňuje dočasně zakázat zahraniční média, která ohrožují bezpečnost Izraele. Podle organizace Reportéři bez hranic (RSF) je zákon zaměřen zejména proti katarské televizi a zpravodajskému portálu Al-Džazíra. Podle RSF to dokazuje i příspěvek izraelského premiéra B. Netanjahua, který na sociální síti X napsal, že... teroristický kanál Al-Džazíra již nebude vysílat z Izraele.

## Úterý 2. dubna
Při leteckém útoku izraelské armády zahynulo 7 pracovníků mezinárodní humanitární organizace World Central Kitchen (WCK). Stalo se tak v okamžiku, kdy 2 obrněná vozidla opouštěla sklad WCK, kde vyložila zásoby potravin. Podle vedení organizace byly pohyby konvoje koordinovány s izraelskou armádou a vozidla byla označena logem organizace. Mezi mrtvými jsou podle WCK 3 občané Velké Británie, 1 Austrálie, 1 Polska, jeden člověk, který má americké a kanadské občanství, a také jeden Palestinec.
Izraelská armáda tvrdí, že od začátku pozemní operace v Pásmu Gazy zabila asi 13 000 příslušníků Hamásu.
Podle údajů zveřejněných Světovou bankou během války dosáhly škody na kritické infrastruktuře výše 18,5 miliard dolarů. Více než 70 % této částky tvoří škody na infrastruktuře určené k bydlení.
Podle palestinského ministerstva zdravotnictví počet osob zabitých v Pásmu Gazy stoupl na 32 916.

## Středa 3. dubna
Podle nášelníka GŠ IOS Herci Haleviho se izraelská armáda dopustila vážné chyby, když zaútočila na vozidla humanitární organizace World Central Kitchen. Podle jeho vyjádření... došlo k chybě poté, co identifikace probíhala v noci, během války, za velmi složitých okolností. Nemělo se to stát, řekl Halevi. B. Netanjahu prohlásil celý incident za tragický a neúmyslný a přislíbil nezávislé vyšetřování. Incident, který vyústil v 7 mrtvých pracovníků WCK kritizovala řada západních zemí, včetně USA. Podle zakladatele WCK, José Andréseho zaměřila izraelská armáda vozidla... systematicky, auto po autě... podle něj to nebyla... smolná situace, kdy jsme shodili bombu na špatné místo.
IOS zveřejnily jména dalších vysokých velitelů Hamásu a PIJ zajatých při vojenské operaci v nemocnici Šífa v Gaze. Jsou mezi nimi například Ašraf Ibrahím Samur, zástupce vedoucího informačního oddělení zpravodajské divize Hamásu, Ibrahim Tamraz, velitel policejních operací Hamásu v Gaze, Asama al-Tata, velitel raketové jednotky brigády Šihája, Hassan Aki, zástupce velitele speciální raketové jednotky PIJ, Muhammad Mali, odpovědný za financování PIJ a další. Podle jejich výpovědí se příslušníci Hamásu a PIJ do prostor nemocnice přeskupili během sedmidenního příměří na konci listopadu 2023 poté, co ji opustili příslušníci IOS.
Podle palestinského ministerstva zdravotnictví počet osob zabitých v Pásmu Gazy stoupl na 32 975.

## Čtvrtek 4. dubna
Generální štáb IOS pokračuje ve vyšetřování selhání některých složek izraelské armády, které vedly k útoku příslušníků Hamásu a dalších palestinských organizací 7. října 2023 na izraelské území a následným masakrům. Vyšetřování probíhá u těch jednotek, které selhaly při rozpoznávání příprav Hamásu na útok a adekvátně se na něj nepřipravily. Na úrovni GŠ vyšetřování zasáhne období od roku 2018, kdy proběhly nepokoje organizované Hamásem na hranicích do 10. října 2023, kdy IOS získaly plnou kontrolu nad izraelským územím.
USA se postavily proti palestinskému členství v OSN. USA, které podle vlastního tvrzení podporují vznik nezávislého palestinského státu tvrdí, že se tak musí stát po jednáních mezi zúčastněnými stranami a nikoliv v OSN.
Podle palestinského ministerstva zdravotnictví počet osob zabitých v Pásmu Gazy stoupl na 33 037.

## Pátek 5. dubna
Izraelská armáda propustí dva důstojníky, kteří se podíleli na vzdušném útoku proti vozidlům humanitární organizace World Central Kitchen (WCK), při kterém zahynulo 7 pracovníků této organizace, dalším bude udělena důtka. Podle IOS bylo bombardování konvoje... hrubou chybou, důsledkem špatné identifikace a omylů v rozhodování. Podle vyšetřovací komise... ti, kteří provedení úderu schválili, byli přesvědčeni, že cílí na ozbrojené bojovníky Hamásu, ne pracovníky WCK. Podle analýzy provedené BBC podle záběrů na sociálních sítích ukazují, že... nejméně dvě ze tří vozidel měla na střeše jasně viditelné a barevné logo WCK. Dvě ze tří aut byly opancéřované Toyoty Hilux, jejichž ochrana však neodolala zásahu, patrně střelou Spike vypálenou z dronu.
Podle některých médií izraelská armáda používá umělou inteligenci pro identifikaci cílů pro bombardování v Pásmu Gazy. Podle médií byly umělou inteligencí označeny desítky tisíc obyvatel Pásma Gazy jako podezřelé. Označování cílů je údajně prováděno s malou lidskou kontrolou. Podle mluvčího Bílého domu pro národní bezpečnost Johna Kirbyho se těmito zprávami USA zabývají. IOS naproti tomu popřely zprávy médií o využívání UI na identifikaci cílů.
Podle palestinského ministerstva zdravotnictví počet osob zabitých v Pásmu Gazy stoupl 33 091.

## Sobota 6. dubna
Podle Světové zdravotnické organizace (WHO) lehla nemocnice Šífa v Gaze popelem a... je prázdnou skořápkou s mnoha těly. Napsal to Tedros Adhanom Ghebreyesus, šéf WHO po návštěvě komise této organizace v prostoru nemocnice. Podle WHO z 36 hlavních nemocnic v Gaze zůstává jen 10 částečně funkčních.
IOS podle svého tvrzení zničily stovky metrů dlouhý tunel táhnoucí se z Pásma Gazy do Izraele. Existence tohoto Hamásem vybudovaného tunelu byla pro izraelskou veřejnost překvapením, neboť IOS dosud tvrdily, že od roku 2021, kdy bylo dokončena podzemní pohraniční bariéra se žádný tunel nedostal na území Izraele. IOS ale podle svého vyjádření o existenci tunelu věděly od roku 2019, umístily do něj senzory a výbušniny a byl pod dohledem.
Podle palestinského ministerstva zdravotnictví počet osob zabitých v Pásmu Gazy stoupl 33 137.
Izraelská armáda oznámila, že v Chán Júnisu zajistila a do Izraele přepravila tělo Elada Kacira zavražděného v zajetí příslušníky PIJ. Jeho nálezem se počet mrtvých Izraelců přepravených do Izraele zvýšil na 12.

## Neděle 7. dubna
Izraelská armáda oznámila, že stahuje většinu svých jednotek z jihu Pásma Gazy. Podle izraelského ministra obrany se jedná o přípravu na další operace. V prostoru zůstává pouze brigáda Nachal, jejímž úkolem bude zabezpečení tzv. Necarimského koridoru, který umožňuje IOS provádět nájezdy v severní a střední Gaze, brání Palestincům v návratu do severní části pásma a umožňuje humanitárním organizacím dodávat pomoc přímo do severní Gazy.
Podle palestinského ministerstva zdravotnictví počet osob zabitých v Pásmu Gazy stoupl
Podle IOS počet izraelských vojáků padlých v Pásmu Gazy stoupl na 260, zraněno jich bylo 3 193.

## Pondělí 8. dubna
Podle tvrzení izraelského listu The Times of Israel stažením jednotek z Pásma Gazy se skončil tzv. konflikt vysoké intenzity. Přestože IOS tvrdí, že Hamás byl jako vojenská síla zničen, izraelská armáda se připravuje na útok proti Rafáhu, kde se údajně skrývají vůdci Hamásu a kde jsou držena rukojmí obklopení 4 prapory ozbrojenců. Mluvčí IOS I. Galant zároveň připustil, že dva prapory Hamásu jsou stále bojeschopné i v centrální části Pásma Gazy. https://www.seznamzpravy.cz/clanek/zahranicni-i-americane-tapou-co-se-chysta-izrael-stahuje-vojaky-ale-mluvi-o-utoku-249359
Podle egyptské televizní stanice AlQahera News, odvolávající se na zdroj z řad egyptských vyjednavačů našly všechny strany shodu v základních bodech v jednáních o příměří. Podle nejmenovaných zdrojů ze strany Izraele i palestinského Hamásu k žádnému pokroku nedošlo.
Podle palestinského ministerstva zdravotnictví počet osob zabitých v Pásmu Gazy stoupl 33 360.

## Úterý 9. dubna
IOS ve svém prohlášení uvedly, že 8. dubna byl poprvé úspěšně použit námořní protiraketový systém C-Dome, což je námořní verze systému protivzdušné obrany Iron Dome. C-Dome zachytil a zničil nad izraelským územím blíže nespecifikovaný cíl letící od Rudého moře.
Podle palestinského ministerstva zdravotnictví počet osob zabitých v Pásmu Gazy stoupl
V případě íránského útoku na izraelské území, kterým Írán hrozí jako odvetou za zabití íránských velitelů v Damašku pohrozil Izrael leteckým útokem na íránská jaderná zařízení.

## Středa 10. dubna
Podle vlastního prohlášení není v současné době Hamás schopen identifikovat a nalézt 40 rukojmí potřebných pro naplnění podmínek navrhovaného příměří.
Při izraelském leteckém útoku v centrální části Pásma Gazy byli zabiti tři synové vůdce Hamásu I. Haníji. Ten v telefonickém rozhovoru pro Al Džaíru řekl, že je vděčný za to, že se jeho synům dostala čest mučednictví. Podle Izraele byli všichni tři Haníjovi synové příslušníky Hamásu. Všichni tři Haníjovi synové zahynuli ve vozidle, které zasáhla střela vypálená z dronu. S nimi v autě zahynula i 3 Haníjova vnoučata.
Podle palestinského ministerstva zdravotnictví počet osob zabitých v Pásmu Gazy stoupl 33 482.

## Čtvrtek 11. dubna
Během leteckého útoku izraelské armády byli v Džabalíji zabiti dva vysocí velitelé Hamásu, Podle IOS se jednalo o Ridwana Mohammeda Abdalláha Ridwana zodpovědného za vnitřní bezpečnost v Džabalíji a Hameda Muhammada Alího Ahmeda, zodpovědného za operace ve vnitřní bezpečnosti. Ridwan byl také zodpovědný za ochranu konvojů s humanitární pomocí.
Podle palestinských ozbrojených skupin těžké boje mezi Palestinci a izraelskou armádou probíhaly v severní a jižní části uprchlického tábora Al-Nusejrat. Během vzdušných a pozemních úderů zničila izraelská armáda podle Palestinců několik budov včetně dvou mešit.
Podle palestinského ministerstva zdravotnictví počet osob zabitých v Pásmu Gazy stoupl 33 545.

## Pátek 12. dubna
Podle palestinských zdrojů došlo k sérii útoků izraelské armády v centrální části Pásma Gazy, zejména v uprchlickém táboře Al-Nusejrat. Izraelská armáda ve svém prohlášení sdělila, že zaútočila na 60 vojenských cílů v Pásmu Gazy.
Podle palestinského ministerstva zdravotnictví počet osob zabitých v Pásmu Gazy stoupl 33 634.
Přes nový hraniční přechod Kerem Šalom vstoupil do severní části Pásma Gazy první humanitární konvoj. Podle Izraele byla schválena výstavba dalšího přechodu pro přísun humanitární pomoci do Pásma Gazy.

## Sobota 13. dubna
Podle palestinského ministerstva zdravotnictví počet osob zabitých v Pásmu Gazy stoupl 33 686.
Podle portálu Times of Israel zahájil krátce před půlnocí Írán útok na Izrael vypuštěním desítek dronů.

## Neděle 14. dubna
Podle palestinského ministerstva zdravotnictví počet osob zabitých v Pásmu Gazy stoupl 33 729.
Podle mluvčího IOS M. Harariho balistické rakety, které při svém útoku na Izrael odpálil Írán zranily jednu dívku a lehce poškodily vojenské základny. Podle Harariho... většina raket byla zachycena systémem protivzdušné obrany dlouhého doletu Arrow. Rakety byly většinou sestřeleny mimo izraelský vzdušný prostor.
Podle Izraele za odmítnutím nejnovějšího izraelského návrhu na dohodu o rukojmích stojí snaha Hamásu využít napětí mezi Íránem a Izraelem a snaha o eskalaci regionálního konfliktu. Hamás naproti tomu požaduje písemný závazek Izraele, že se stáhne z Pásma Gazy. Podle izraelských médií zůstávají rozdíly v postojích Izraele a Hamásu nadále... dramatické.

## Pondělí 15. dubna
Podle palestinského ministerstva zdravotnictví počet osob zabitých v Pásmu Gazy stoupl 33 797.
Izrael propustil dalších 150 osob, které byly zadrženy a vyšetřovány v souvislosti s protiizraelskou činností, a u kterých tato činnost nebyla zjištěna. Podle palestinské Správy hraničních přechodů s nimi v izraelských věznicích bylo hrubě nakládáno a někteří museli vyhledat lékařské ošetření. Podle dřívějšího prohlášení šéfa agentury OSN pro palestinské uprchlíky Philippa Lazzariniho vykazují propuštění vězni známky traumatizování a hlásí širokou škálu špatného zacházení. Podle izraelské armády je špatné zacházení s vězni absolutně zakázáno.
Ani po více než tříhodinovém jednání se izraelský válečný kabinet neshodl na způsobu, jak reagovat na íránský raketový útok. Pětičlenný válečný kabinet se sice shoduje na tom, že Izrael bude reagovat, ale rozchází se v názoru na způsob reakce. Nejbližší izraelský spojenec USA vyzval Izrael k opatrnosti a zdrženlivosti. USA zároveň jasně deklarovaly, že se na žádném izraelském odvetném úderu nebudou podílet.

## Úterý 16. dubna
Podle palestinského ministerstva zdravotnictví počet osob zabitých v Pásmu Gazy stoupl 33 843.
Vedení Hamásu odmítlo další návrh podmínek pro uzavření příměří v Pásmu Gazy. Požaduje propuštění více Palestinců z izraelských věznic výměnou za poloviční počet propuštěných izraelských rukojmí navržených katarskými a americkými vyjednavači. Podle mluvčího amerického ministerstva zahraničí Matthewa Millera je Hamás největší překážkou pro dosažení příměří.
Boje mezi palestinskými ozbrojenci a izraelskou armádou se rozhořely v Bajt Hanún. Izraelská armáda se zároveň pokoušela přimět obyvatelstvo k opuštění prostoru. K obnovení bojů došlo poté, co do Bajt Hanún pronikla skupina palestinských bojovníků s cílem obnovit vládní autoritu Hamásu v oblasti. K bojům došlo i poblíž Nusejratu v střední části Pásma Gazy, kde izraelské jednotky čelily raketovým útokům palestinských milicí.

## Středa 17. dubna
Podle palestinského ministerstva zdravotnictví počet osob zabitých v Pásmu Gazy stoupl 33 899.
Podle katarského premiéra šejka Mohammeda bin Abdulrahmana Al-Thaniho... jednání mezi Izraelem a Hamásem o zajištění příměří v Gaze a propuštění rukojmích uvízla na mrtvém bodě. Podle vyjednavačů naděje, že se jim podaří dosáhnout příměří před začátkem ramadánu selhala.
Na základě zpravodajských informací od zadržených palestinských militantů zaútočily izraelské jednotky na školní budovu v Bajt Hanúnu, když předtím vyzvaly civilisty k opuštění budovy. Při následných bojích podle IOS zahynul nespecifikovaný počet příslušníků Hamásu a PID. Podle tvrzení palestinských ozbrojených skupin se izraelské jednotky v Bajt Hanún staly cílem většího množství raketových a minometných útoků. Ve střední části Pásma Gazy útočily izraelské jednotky na palestinské bojovníky a zničily několik palestinských raketových odpališť.

## Čtvrtek 18. dubna
Podle prohlášení IOS a izraelské bezpečnostní služby Šin Bet byl při leteckém útoku v Bajt Hanúnu zabit důstojník zpravodajské divize Hamásu a šéf oddělení pro výslechy Hamásu Júsuf Šabat.
Zrušení agentury OSN pro palestinské uprchlíky UNRWA by urychlilo pád Pásma Gazy do hladomoru, řekl její šéf Philippe Lazzarini. Zrušení požaduje Izrael, který agenturu obvinil z toho, že několik jejích členů se přímo podílelo na úroku proti Izraeli 7. října 2023 a z toho, že její činnost směřuje k indoktrinaci palestinských dětí myšlenkou na zničení Izraele. Šéf agentury Lazzarini obvinil Izrael ze zákeřné kampaně a řekl, že... v krátkodobém horizontu to prohloubí humanitární krizi v Gaze a urychlí nástup hladomoru. UNRWA, která propustila 12 svých zaměstnanců obviněných z terorismu nyní čelí vnitřnímu vyšetřování v rámci OSN.
Cenu roku 2024 World Press Photo získala fotografie palestinské tety truchlící pro svou neteř, která zahynula během izraelského bombardování. Autorem snímku je Mohammed Salem z agentury Reuters.
Podle palestinského ministerstva zdravotnictví počet osob zabitých v Pásmu Gazy stoupl 33 970.

## Pátek 19. dubna
Nehoráznou agresí nazval šéf Palestinské samosprávy M. Abbás americké veto palestinské žádosti o členství v OSN. USA palestinskou žádost vetovaly při hlasování v RB OSN. Pro usnesení předložené Alžírskem hlasovalo 12 členů RB, 2 členové se zdrželi.
Přestože si USA přejí porážku Hamásu... vyjádřili znepokojení nad různými postupy v Rafáhu, uvedl Bílý dům. Zaznělo to po druhém virtuální setkání o potenciální pozemní ofenzívě IOS v Rafáhu. Izrael se ke schůzce nevyjádřil. Svůj odmítavý postoj k chystané ofenzivě v Rafáhu vyjádřili na své schůzce i ministři zahraničí zemí G7 s tím, že... by to mělo katastrofální následky pro civilní obyvatelstvo. Ministři zároveň odsoudili nepřijatelný počet civilních obětí ve válce Izraele pro Hamásu.
Podle palestinského ministerstva zdravotnictví počet osob zabitých v Pásmu Gazy stoupl 34 012.

## Sobota 20. dubna
Izraelský letecký útok v Rafáhu si vyžádal smrt 9 lidí, z toho 6 dětí uvedli zástupci Úřadu civilní obrany v Pásmu Gazy. Bombardováním byly zasaženy i další budovy v Rafáhu.
V severní části Pásma Gazy pokračovaly izraelské jednotky v útocích na infrastrukturu palestinských milicí, v Bajt Hanúnu izraelské letectvo útočilo na odpaliště palestinských raket. Ve čtvrti Zajtún, v Gaze čelily izraelské jednotky minometným útokům ze strany Brigád mučedníků Al Aksá. Ve střední části Pásma Gazy operovaly izraelské jednotky podél tzv. koridoru Necarim, což je silnice č. 749 přetínající Pásmo z východu na západ. Jednotky IOS v této oblasti čelily útokům jak Brigád mučedníků al-Aksá, tak PID.
Podle palestinského ministerstva zdravotnictví počet osob zabitých v Pásmu Gazy stoupl 33 049

## Neděle 21. dubna
Podle palestinského ministerstva zdravotnictví počet osob zabitých v Pásmu Gazy stoupl 34 097.
V masovém hrobě nalezeném v komplexu Násirovy nemocnice v Chán Júnisu nalezli palestinští zdravotníci 50 těl pohřbených izraelskými jednotkami. Podle mluvčího palestinské civilní obrany... oběti čelily mučení.
Palestinské Brigády Národního odporu se přihlásily k minometnému útoku na izraelské jednotky poblíž koridoru Necarim.

## Pondělí 22. dubna
Generálmajor Aharon Haliva, šéf šéf izraelské vojenské zpravodajské služby oznámil svou rezignaci. Ve svém rezignačním dopise napsal, že zpravodajská služba pod jeho vedením selhala ve svém úkolu chránit obyvatele Izraele. Je tak prvním vysokým armádním představitelem, který přijal odpovědnost za selhání izraelských bezpečnostních složek, které vedlo k palestinskému útoku 7. října 2023.
Podle palestinského ministerstva zdravotnictví počet osob zabitých v Pásmu Gazy stoupl 34 151.
Hamás oficiálně popřel zprávy některých arabských zdrojů, že zvažuje přesun svého vedení z Kataru do některé z jiných zemí. Podle nespecifikovaného arabského představitele kontaktoval Hamás několik arabských zemí, včetně Ománu s dotazem na možnosti přesunu. V Kataru sídlí vedení Hamásu od roku 2012.

## Úterý 23. dubna
Izraelská armáda se ohradila proti tvrzení Hamásu, že nese odpovědnost za smrt více než 300 lidí nalezených v komplexu Násirovy nemocnice v Chán Júnisu a označila je za nepodložené. Hrob se na uvedeném místě nacházel ještě před příchodem izraelské armády. Ta těla po obsazení Násirovy nemocnice exhumovala při hledání unesených rukojmí. Po ukončení hledání byla těla umístěna zpět. Izrael odmítl i tvrzení Hamásu, že oběti v hromadných hrobech byly zabity při mimosoudních popravách. Hamás pro svá tvrzení nepředložil žádné vizuální, ani jiné důkazy.
Podle palestinských médií Izrael zintenzivnil letecké a dělostřelecké útoky na některé oblasti v severní části Pásma Gazy. Stalo se tak poté, co se z této oblasti stáhla většina izraelských jednotek když je prohlásila za vyčištěné od palestinských militantních skupin. Pozemní izraelské jednotky včetně tanků zaútočily během noci v Bajt Hanúnu. IOS tak odpověděly na raketové útoky na Sderot a Nir Am, ke kterým se přihlásil PID.
IOS oznámily, že od začátku týdne provádějí cílenou operaci v prostoru koridoru Necarim s cílem likvidovat palestinské militantní skupiny v oblasti. Koridor Necarim je prostor jižně od Gazy, kolem silnice oddělující severní a jižní část Pásma Gazy.
Podle palestinského ministerstva zdravotnictví počet osob zabitých v Pásmu Gazy stoupl 34 183.
Podle IOS počet izraelských vojáků padlých v Pásmu Gazy stoupl na 261.

## Středa 24. dubna
Podle IOS je izraelská armáda připravena na zahájení pozemní ofenzivy v Rafáhu, na jihu Pásma Gazy a čeká na schválení útoku ze strany izraelské vlády. Podle IOS je nemožné ukončit celou válku bez zničení jednotek Hamásu na jihu Pásma Gazy. Zde Hamás údajně disponuje 4 prapory. IOS plánují v oblasti nasadit jednu obrněnou brigádu a jednu brigádu pěší.
Podle palestinského ministerstva zdravotnictví počet osob zabitých v Pásmu Gazy stoupl 34 262.
Izraelské jednotky pokračovaly v nájezdu na palestinské milice v Bajt Hanúnu, přičemž podle palestinských zdrojů čelily kulometné a minometné palbě příslušníků Brigád mučedníků al-Aksá. Nájezd je součástí kampaně mající za cíl zlikvidovat oddíly palestinského odporu v oblasti. Podle nejmenovaného izraelského vojenského předstaitele je v oblasti Bajt Hanúnu stále několik tisíc palestinských bojovníků.

## Čtvrtek 25. dubna
Hamás zveřejnil video s jedním z unesených rukojmí ze 7. října 2023. Ten na videu obvinil, pravděpodobně pod nátlakem, izraelského premiéra Netanjahua z toho, že zanedbává záchranu rukojmí. Podle jeho tvrzení zahynulo během izraelských útoků již 23 rukojmí.
Podle palestinského ministerstva zdravotnictví počet osob zabitých v Pásmu Gazy stoupl 34 305.
Americká armáda oznámila, že zahájila stavbu plovoucího mola poblíž Gazy. To má sloužit přo zvýšení přísunu humanitární pomoci do oblasti. Výstavbu nezpozdí ani minometná palba, která zasáhla prostor poblíž probíhajících prací a podle mluvčího Pentagonu byla cílena na izraelské jednotky. Útoky na všechna nepalestinská zařízení v Pásmu Gazy naproti tomu připustil jeden z představitelů Hamásu.

## Pátek 26. dubna
Poradce Bílého domu pro národní bezpečnost J. Sullivan sdělil, že zprávy o nálezu stovek těl v nemocnicích Al Šífa a Násir jsou velmi znepokojivé. Chceme odpovědi. Chceme pochopit, co se stalo, řekl. Reagoval tak na nález bezmála 400 těl v hromadných hrobech. Palestinci ze smrti těchto lidí obvinili izraelskou armádu, ta ale tvrdí, že hroby nalezla již při svém obsazení komplexu s tím, že se jedná o oběti bojů. Masové pohřbívání se v areálu Násirovy nemocnice v Chán Júnis provádělo již koncem ledna 2024, když personál neměl přístup na blízký hřbitov.
Poslední šancí na dohodu o příměří nazval Izrael schůzku svých zástupců s egyptskými představiteli v Káhiře. Pokud úsilí o příměří selže, Izrael přikročí k plánovanému útoku na Rafáh.
Na 14 let intenzivních prací odhaduje odklízení trosek a likvidace nevybuchlé munice v Pásmu Gazy Pehr Lodhammar, vysoký důstojník Úřadu OSN pro boj proti minám (UNMAS).
Podle palestinského ministerstva zdravotnictví počet osob zabitých v Pásmu Gazy stoupl 34 356.

## Sobota 27. dubna
Hamás si, podle vlastního vyjádření, důkladně prostuduje návrhy na příměří, které přivezli egyptští vyjednavači po pátečním jednání s izraelskými vyjednavači a poté předloží svou odpověď.
Podle palestinského ministerstva zdravotnictví počet osob zabitých v Pásmu Gazy stoupl 34 388.
Izraelské ministerstvo obrany zahájilo výstavbu distribučního centra humanitární pomoci, které by mělo poskytovat servis plovoucímu molu budovanému USA.

## Neděle 28. dubna
Desítky útoků prostřednictvím dronů a letadel proti infrastruktuře, zejména proti odpalištím raket a pozorovacím stanovištím podnikla izraelská armáda na severu a ve střední části Pásma Gazy. Na pobřeží centrální části Pásma Gazy útočilo izraelské námořnictvo.
Dvě mobilizované brigády nasadila izraelská armáda v prostoru koridoru Necarim, jejich úkolem bude bude zajistit bezpečnost americkou armádou budovaného plovoucího mola, které má sloužit ke zvýšení humanitární pomoci.
Sefardský vrchní rabín Jicchak Josef ve svém projevu prohlásil, že Izrael vděčí za to, že přežil raketové útoky spíše studentům ješiv, kteří studují Tóru, než izraelské armádě. Za to si vysloužil napříč izraelskou společností řadu odsuzujících či ironizujících komentářů.
Podle palestinského ministerstva zdravotnictví počet osob zabitých v Pásmu Gazy stoupl 34 455.
Ve svém prohlášení uvedla generální ředitelka World Central Kitchen Erin Goreová, že tato nezisková organizace obnovuje v Pásmu Gazy svou činnost. Ta byla přerušena poté, co dronový útok izraelské armády zabil 1. dubna v Pásmu Gazy 7 jejich pracovníků.

## Pondělí 29. dubna
Nejméně 40 Palestinců zahynulo při izraelských leteckých útocích v Gaze, Rafahu a Nusejratu a ve stření části Pásma Gazy. Podle zdravotníků byl mezi zabitými i jeden novinář. Podle izraelské armády letadla útočila na... teroristy, kteří operovali v civilní oblasti v jižní Gaze.
Podle palestinského ministerstva zdravotnictví počet osob zabitých v Pásmu Gazy stoupl 34 488.
Podle IOS počet izraelských vojáků padlých v Pásmu Gazy stoupl na 263.

## Úterý 30. dubna
Vyjednavači Hamásu opustili Egypt po dalším kole rozhovorů s tím, že chtějí projednat všechny návrhy a reagovat co nejrychleji.
Ve střední části Pásma Gazy zaútočila izraelská letadla na skladiště zbraní a palestinské bojovníky chystající se k útoku. V severní části Pásma útočilo izraelské letectvo na odpaliště raket PID a zasáhlo i tunelové šachty. PID se přihlásil k minometnému útoku na izraelskou základnu poblíž koridoru Necarim. Podle prohlášení IOS byly na operaci v Rafahu vyčleněny 2 divize.
Jordánsko kategoricky odmítlo myšlenku, že by se vůdci Hamásu po svém odchodu z Kataru usadili v Jordánsku. Jordánsko uzavřelo knihu o palestinských buňkách. A nemáme v úmyslu ji znovu otevřít, prohlásil jordánský diplomat Ziad Majalí. Stalo se tak v reakci na prohlášení jednoho z čelních vůdců Hamásu, Músi Abú Marzua, který řekl, že... jakékoli potenciální přemístění, které se v současné době neděje, by bylo do Jordánska.
Podle palestinského ministerstva zdravotnictví počet osob zabitých v Pásmu Gazy stoupl 34 535.